# Imotska bekija
Imotska bekija je naziv za onaj dio Imotske krajine koji je Mletačkoj Republici – Veneciji pripao oslobađanjem cijele Krajine od Turaka 2. kolovoza 1717., a potom i pravno nakon sklapanja mira u Požarevcu 21. srpnja 1718. Međutim, nakon razgraničenja obavljenog 8. lipnja 1721. se prijevarom Osmanlija ponovno, otrgnut od matičnog Imotskog, našao u rukama Osmanskog Carstva. Taj otrgnuti, istočni dio Imotske krajine, dobio je ime Imotska bekija (tur. - arap. baquiya = ostatak, preostatak od nečega, teritorij odvojen od matičnog grada).
Čine ju cijela područja današnjih općina Posušje i Grude, velik dio općine Tomislavgrad, dio današnje općine Široki Brijeg (do mjesta Visoka Glavica i Ljubotići) te djelić općine Ljubuški (mjesto Klobuk).

## Imotska bekija do 18. stoljeća
Imotska bekija je već od doseljenja Hrvata pripadala Imotskom, odnosno Imotskoj krajini. 
Imotska krajina se kao starohrvatska županija (Imota) spominje u djelu ''De administrando imperio'', bizantskog cara Konstantina VII. Porfirogeneta, nastalom oko 950. godine. Obuhvaćala je područje između planina Biokova i Čvrsnice, tj. pripadao joj je i cijeli teritorij koji danas nazivamo Imotskom bekijom.
Nakon što je dobar dio Dalmacije, sve do Cetine, ugarsko-hrvatski kralj Ladislav Napuljski za 100 000 dukata prodao 9. srpnja 1409. Mlečanima, hrvatski teritorij od Cetine do Neretve, zajedno s Imotskim, postao je dio bosanske države.
Dana 1. lipnja 1454. sama Imotska krajina postaje dio zemlje hercega Stjepana Kosače – Hercegovina, no 1493. pada pod tursku vlast.

## Oslobođenje Imotske krajine
Godine 1714. započeo je osloboditeljski rat na području Dalmacije, Drugi morejski rat, u kojem su Mlečani od Turaka nastojali osvojiti što više teritorija. Mletačko-turska nadmetanja su i sami stanovnici Imotske krajine vidjeli kao priliku da se odcijepe od Osmanskog Carstva te pripadnu Veneciji. Stanovništvu je važnija bila vjerska, nego geopolitička komponenta, jer se katolike Osmanskog Carstva najlošije tretiralo od sveg stanovništva.
Na blagdan Gospe od Anđela, 2. kolovoza 1717., Venecija je uz poseban doprinos stanovnika Imotske i Sinjske krajine uspjela protjerati Turke te je cijela Imotska krajina (zajedno s Bekijom) oslobođena i stavljena pod vlast Mletačke Republike. Na imotsku tvrđavu je postavljena zastava Venecije, a istog dana je gvardijan imotskog samostana fra Stipan Vrljić, rodom iz grudskih Sovića, služio svetu Misu. Žitelji cijele Krajine tog su dana hitili u Imotski na povijesni dan kako bi proslavili oslobođenje od dvostoljetne turske vlasti.
Hrvatsko-mletačke pobjede su potvrđene mirom u Požarevcu tek godinu dana kasnije, 21. srpnja 1718. Tada je konačno potvrđeno da će Mletačkoj Republici pripasti cijela Imotska krajina koja je dotad više od 200 godina bila u rukama Osmanskog Carstva. Time je dakle, Veneciji trebalo pripasti cijelo područje današnje Imotske krajine, ali i područje današnje Bekije kao njezin nerazdruživi dio. 

## Turska prijevara i pripajanje
Na sastancima i pregovorima u Požarevcu, kojih je bilo više (održavani su od 5. lipnja do 21. srpnja 1718.), sudjelovali su i predstavnici posredničkih država. Nakon konačne nagodbe, mletačko-tursko razgraničenje je išlo jako sporo. Tek se 23. listopada 1719. godine u Sutorini sastalo mletačko i tursko vijeće za razgraničenje. Tursku stranu je zastupao Mehmed-efendija Šaba, a mletačku generalni providur Alvise Mocenigo. Konačni dokument o razgraničenju potpisan je 8. lipnja 1721. godine. Potom je na zemljovidu koji su izradili mletački kartografi nacrtana granica Imotske krajine (Mletačka Republika) prema Bosanskom ejaletu (Osmansko Carstvo) – onakva kakva je uspostavljena razgraničenjem i dogovorom u Požarevcu 1718. 
Pri razgraničenju se, međutim, zbila velika prijevara. Mletački geodet Cavrović, podmićen turskim zlatom, s 200 000 dukata, iskrivio je granicu u tursku korist, odnosno na štetu vlastite države, otrgnuvši veći, jugoistočni dio Imotskog polja – cijelu današnju Imotsku bekiju – te ju u svim dokumentima upisao kao dio bosanskog ejaleta. 
Tada je oko grada Imotskog načinjen polukrug promjera 5 kilometara. Stvoren je tako što je od imotske Topane otpješačen jedan sat u svim smjerovima (što je jednako otprilike 5 kilometara) i na tim točkama je geodet Cavrović, nagovoren od Turaka, postavio među.  
Odmah nakon razgraničenja i prijevare 1721., kako bi zavarali stanovništvo istočno od Imotskog, Turci su stvorili priču da je granica u dogovoru s Mletcima bila ponovno definirana. Prema toj priči, granica je povučena na udaljenosti koja je odgovarala dometu topa s imotske tvrđave, tj. odlučeno je da se ispaljuju topovi s tvrđave i dokle dobace, bit će postavljena granica. Time je stvoren polukrug, kojemu je promjer 5 kilometara (udaljenost od Topane do granice). Međutim, u to vrijeme nije ni postojao takav top kojemu bi domet bio 5 kilometara, a također, Mlečani su već nakon osvajanja Imotske krajine protjerali sve age i begove, te su već 11. kolovoza 1717. započeli vjerski preustroj te imenovali nove župnike, franjevce, za Goricu, Vinjane, Drinovce i Roško Polje. Takvo što se ne bi niti dogodilo da Mlečani cijelu Imotsku krajinu nisu smatrali svojom stečevinom. 
Tako je jedinstveno Imotsko polje podijeljeno na sjeverozapadni dio koji je ostao u sastavu Mletačke Dalmacije, a prostire na površini od 46 km2, dok dio koji je pripao bosanskom ejaletu ima površinu od 49 km2. 
Sve se to odradilo protivno dokumentima i zemljovidima koji su rađeni od 1717. do 1721. godine, te protivno miru u Požarevcu (1718.).
Ta neprirodna i umjetno povučena granica postala je velika smetnja narodu koji je ostao na teritorijima pripojenim bosanskom ejaletu jer su težili povratku svom trgovačkom, kulturnom, prosvjetnom i crkvenom središtu – Imotskom. Sâmo je stanovništvo tražilo od Mletačke Republike da intervenira te da vrati pod svoje ono što im je prijevarom uzeto, no, zbog drugih ratnih zbivanja, to se nije dogodilo. 
Međutim, grad Imotski i imotski samostan i dalje su ostali mjesto gdje su stanovnici Imotske bekije, od Duvna (sadašnjeg Tomislavgrada) do Klobuka, od Gorice do Kočerina, dolazili u svim svojim socijalnim, duševnim i drugim nevoljama.

## Imotska bekija nakon 1721.
Turci su nakon gubitka Imotskog premjestili sjedište kadiluka, koje se dotad nalazilo u Imotskom, u Ljubuški te su ga nazvali Imotska bekija, premda sâm Ljubuški nikada nije ni bio dio Imotske krajine.
Narod Imotske bekije je i kasnije bio duboko svjestan svoje pripadnosti Imotskoj krajini. Samo stanovništvo je više naglašavalo pripadnost Imotskom ("Imoćanin iz Bekije") nego Hercegovini. Uvijek je živjela nada da će se ova dva nasilno razdvojena dijela Imotske krajine ujediniti. 
Prilika za iznošenje takvog zahtjeva stvorena je 1878. godine, austro-ugarskom okupacijom Bosne i Hercegovine. Očekivalo se da će doći do izmjene granica pa je iz tih razloga niknuo prijedlog pripajanja Imotske bekije svom matičnom gradu Imotskom. No, budući da se Beč bojao da će, ujedinjenjem bilo kojeg dijela hrvatskog teritorija ojačati hrvatski nacionalni duh, promjena granica nije se dogodila. 
Također, početkom Domovinskog rata se javila slična želja, no u vidu pripajanja Zapadne Hercegovine (čiji je Imotska bekija danas dio) Hrvatskoj, danas najhrvatskije županije u Hrvata. Ipak, kako se ne bi naštetilo drugim Hrvatima u Bosni i Hercegovini, ni tada se Imotska bekija nije vratila svojoj tisućljetnoj Imotskoj krajini. 
Granice su ostale netaknute pa se takvo stanje zadržalo sve do današnjih dana.

## Imotska bekija danas
U hrvatskim zemljama postojale su tri bekije – Kostajnička, Novska i Imotska. Potonja i dan-danas nosi to ime. 
Danas se Imotska bekija često dijeli na Gornju i Donju Bekiju. Gornja Bekija obuhvaća teritorij općine Posušje, a kroz nju prolazi Posuško polje. Donja Bekija obuhvaća teritorij općine Grude, a kroz nju prolazi Imotsko polje.
Danas se područje Tomislavgrada, koje je nekad pripadalo Imotskom, kao i bekijski dijelovi Širokog Brijega i Ljubuškog rijetko nazivaju Bekijom. Taj pojam je gotovo pa "sužen" samo na općine Posušje i Grude. Također, tradicionalne nošnje Posušja i Gruda se nazivaju imotsko-bekijskim nošnjama. Ove dvije bekijske općine i dan-danas gravitiraju prema Imotskom i s njim ih povezuju isti običaji i isti govor: imotsko-bekijski ikavski govor. Također, posuški, a poglavito grudski učenici se često odlučuju na školovanje u Imotskom, a velik udio zrelog stanovništva tamo je i zaposlen. Granični prijelazi Gorica (Grude) i Osoje (Posušje) najprometniji su granični prijelazi između Hrvatske i Bosne i Hercegovine. U planu je izgradnja brze ceste Mostar – Široki Brijeg – Grude – Imotski – Zagvozd koja bi trebala još jače povezati dva razdvojena dijela Imotske krajine.  

## Dodatak: Dalmatinski i turski teritorij Imotskog ili Bekija
Tekst napisan nakon austro-ugarske okupacije Bosne i Hercegovine 1878. kada je i dalje vidljiva želja, ali i potreba pripojenja Bekije Imotskoj krajini.
"Dalmatinski teritoria Imotskoga je onaj dio turske pogranične turske linije do brda Biokovo na Makarskom i Omiškom području; turski teritorij Imotskoga ili Bekija je onaj dio koji se od pogranične linije proteže prema sjeveru i istoku. Ova je podjela uslijedila mjeseca lipnja 1721., godine, kad je Imotski pomoću austro-mletačkih četa bio otet iz turske prevlasti, u kojiem je prilikom iza kako je uslijedilo novo razgraničenje, bivši inžinjer Zavrović svojevoljno polovinu teritorija prodao Turcima. Ovaj dio koji obuhvaća slijedeća sela, t.j. Zagorje, Vir, Gradac, Grude, Kočerin, Drinovci, Tihaljina, Tursko Aržano, Turska Vinica, Turske Ričice, Turski Cvitića most, Tursko Posušje i Turska Gorica sačinjava Općinu Imotski, nazvano Bekija, koje zemljište posjeduju turske poglavice iz Mostara, Ljubuškoga i Livna; pošto su pak pogranična sela ostala još uvijek u svom prvobitnom postojanju, nastavlja se podržavanjem odnošaja srodnosti zajedničkog suživljenja i zajedničkih interesa između stanovnika Bekije i Dalmatinskog teritorija Imotskoga. Uslijed ovih odnošaja, u slučaju kada bi se radi kužne bolesti naoružala granica u susjednoj Ercegovini, to ipak usprkos svoj strogosti higijenskih zakona i vojničkog reda, nikada nije bio zabranjen slobodan saobraćaj stanovnika Bekije i stanovnika Imotskoga. Sve dok Bekija ne bude utjelovljena teritorija Dalmatinskomu Imotskoga i oduzeta od turske prevlasti, ovo stanje prouzrokuje pogibelj, u kojoj će se uvijek da nalazi Dalmatinska pokrajina i austrijska država u slučaju da bi se kuga širila u Bosni i Hercegovini."